# Zenon Jaskuła
Zenon Jaskuła (né le 4 juin 1962 à Gorzów Wielkopolski) est un ancien coureur cycliste polonais.  Il était membre du club Gwardia Katowice.
Il est notamment le premier coureur « de l'Est » à monter sur le podium du Tour de France, en 1993.

## Palmarès

### Amateur
- 1983
  - 3e étape du Circuit des Ardennes (contre-la-montre)
- 1985
  -  Champion de Pologne du contre-la-montre en duo (avec Lech Piasecki)
  - 1re étape du Circuit de la Sarthe (contre-la-montre)
  - 1re étape du Dookoła Mazowsza
  - Prologue, 3e (contre-la-montre) et 9e (contre-la-montre) étapes du Tour de Pologne
  - 5e du championnat du monde du contre-la-montre par équipes
- 1986
  -  Champion de Pologne du contre-la-montre
  - Classement général de la Semaine bergamasque
- 1987
  -  Champion de Pologne du contre-la-montre
  - 2e étape du Tour de Pologne (contre-la-montre par équipes)
  - 7e du championnat du monde du contre-la-montre par équipes
- 1988
  -  Champion de Pologne du contre-la-montre
  - 1rea et 9e étapes du Tour de Basse-Saxe
  - 2e du Tour de Basse-Saxe
  -  Médaillé d'argent du contre-la-montre par équipes aux Jeux olympiques
- 1989
  - 2e du Tour de Basse-Saxe
  -  Médaillé d'argent au championnat du monde du contre-la-montre par équipes
  - 3e de la Course de la Paix

### Professionnel
| - 1990 - Champion de Pologne sur route - Cronostaffeta : - Classement général (par équipes) - 2e épreuve (contre-la-montre par équipes) - 2e de Tirreno-Adriatico - 2e du Trophée Baracchi (avec Joachim Halupczok) - 5e du Tour de Suisse - 1991 - 7e du Tour de Romandie - 9e du Tour d'Italie - 1992 - 8e et 9e étapes du Herald Sun Tour - 3e du Grand Prix de l'industrie et du commerce de Prato - 3e du Tour du Trentin - 3e du Mazda Alpine Tour - 9e du Tour de Romandie - 1993 - 6e étape du Tour de Suisse (contre-la-montre) - 4e (contre-la-montre par équipes) et 16e étapes du Tour de France - 3e du Tour de France - 10e du Tour d'Italie | - 1994 - Classement général du Trofeo dello Scalatore - 3e de Milan-Turin - 9e du championnat du monde du contre-la-montre - 1995 - 3e du Tour de Suisse - 7e du championnat du monde du contre-la-montre - 1997 - Tour du Portugal - Classement général - 6e (contre-la-montre) et 12e étapes - 2e du Tour de Pologne - 9e du championnat du monde du contre-la-montre |  |

## Résultats sur les grands tours

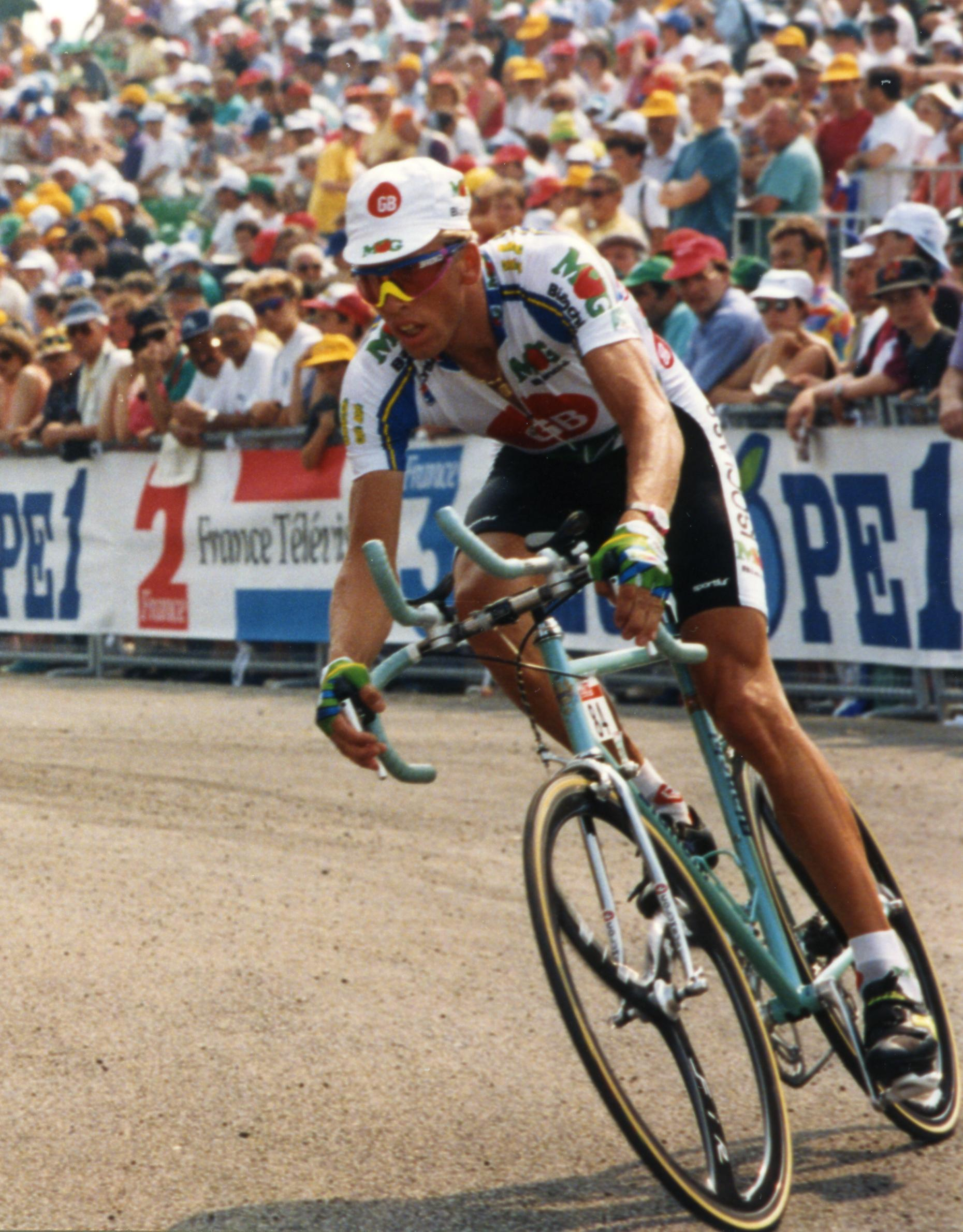
Zenon Jaskuła au prologue du Tour de France 1993.

### Tour de France
5 participations
- 1992 : non partant (12e étape)
- 1993 : 3e, vainqueur des 4e (contre-la-montre par équipes) et 16e étapes
- 1995 : 46e
- 1996 : abandon (6e étape)
- 1997 : 59e

### Tour d'Italie
7 participations
- 1990 : 20e
- 1991 : 9e
- 1992 : 17e
- 1993 : 10e
- 1994 : abandon (10e étape)
- 1995 : 38e
- 1996 : 20e

### Tour d'Espagne
2 participations
- 1990 : hors délais (5e étape)
- 1994 : abandon (10e étape)

## Résultats sur les championnats

### Championnats du monde professionnels

#### Course en ligne
- Duitama 1995 : 18e